# 聖子の太股シリーズ
聖子の太股シリーズ（せいこのふとももシリーズ）は、寺島まゆみ主演の映画シリーズ。

## 概要
「ロマンポルノ界の聖子ちゃん（松田聖子）」と謳われてアイドル的な人気を誇った寺島まゆみ主演の日活ロマンポルノ3部作。
第一作の『ズームアップ 聖子の太股』は、日活ロマンポルノ「ズームアップ」シリーズとして製作された。

## 作品

### ズームアップ 聖子の太股
監督：小原宏裕、脚本：金子修介。1982年2月26日公開。

### 聖子の太股 ザ・チアガール
監督：川崎善広、脚本：金子修介。1982年7月23日公開。

### 聖子の太股 女湯小町
監督：中原俊、脚本：前田順之介。1982年10月29日公開。